# FutureBASIC
FutureBASICとは、Macintosh用BASIC言語の統合開発環境である。BASICでありながらPowerPCや Intel 64ネイティブなオブジェクトコードを生成し、非常に高速に実行させることが可能である。

## FutureBASICの機能
FutureBASICの主な機能は以下のとおり。

### 言語仕様
- FullBASICに近い構文
- ZBASIC、N88-BASIC、Quick BASIC互換
- ポインタの導入
- ランタイムが不要な単独のアプリケーションにコンパイルできるコンパイラ言語

### Mac OSの機能への対応
- Macintosh Toolbox、Carbonへのアクセス
- リソースフォークの利用
- 機能拡張書類やプラグイン、HyperCardで利用するXCMDなど (コードリソースと総称) のコンパイル